# Bruno Podalydès

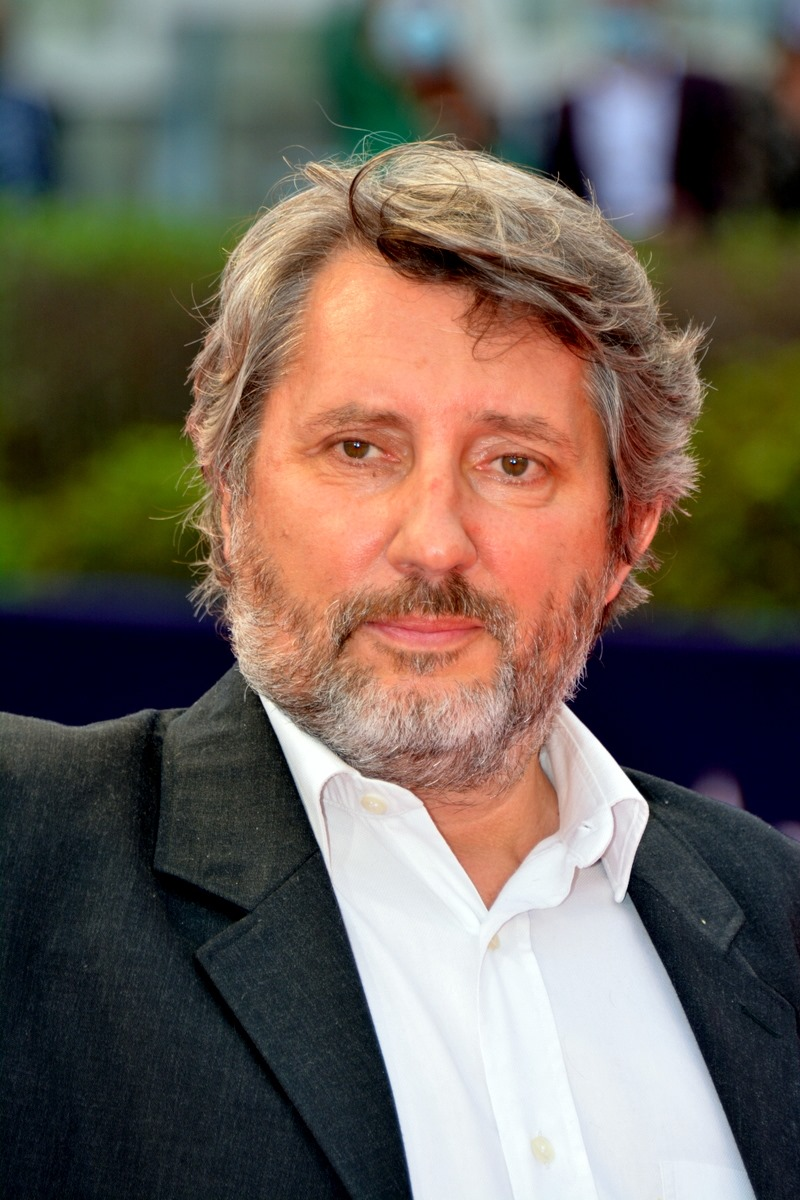
Bruno Podalydès (2020)

Bruno Podalydès (* 11. März 1961 in Versailles) ist ein französischer Schriftsteller, Regisseur und Schauspieler.

## Leben
Der Sohn eines Apothekers und einer Englischlehrerin wuchs mit drei Brüdern auf, darunter auch dem Schauspieler Denis Podalydès. Er besuchte das Lycée Hoche, eine weiterführende Schule in Versailles. Nach Werbefilmen für Air France drehte er 1992 mit Eine Nacht in Versailles seinen ersten Kurz-Spielfilm; dabei besetzte er die Hauptrolle mit seinem jüngeren Bruder Denis.
Eine Nacht in Versailles gewann 1992 den Publikumspreis auf dem Festival du Court-Métrage de Clermont-Ferrand und erhielt dort eine lobende Erwähnung der Jury; 1993 wurde der Film als bester Kurzfilm mit einem César ausgezeichnet. Im Jahr 1994 veröffentlichte Podalydès seinen zweiten Kurzfilm, Voilà, der auf den Internationalen Filmfestspielen von Venedig gezeigt wurde. Darin übernahm er wieder selbst eine Rolle.
Sein erster Langfilm, Gott allein sieht mich, zeigt den jungen Albert Jeanjean, dargestellt von Podalydès’ Bruder Denis, der im Film drei Frauen trifft, die zu seiner Entwicklung beitragen. Der Film ist nach dem Kurzfilm Versailles Rive-Gauche der zweite Teil der Trilogie des gares. Die Langversion des Films in Form von sechs Episoden, die ursprünglich als Fernseh-Miniserie konzipiert war, wurde im November 2008 in Frankreich auf DVD veröffentlicht. Der Film erhielt 1999 den César in der Kategorie Bestes Erstlingswerk. Mit Auf der Parkbank erschien 2008 der dritte Teil der Trilogie.
Mit Das Geheimnis des gelben Zimmers (2003) und Das Parfüm der Dame in Schwarz (2005) verfilmte Podalydès zwei Werke von Gaston Leroux. Regelmäßig arbeitet er mit seinem Bruder Denis sowie den Schauspielern Isabelle Candelier, Michel Vuillermoz, Philippe Uchan, Jean-Noël Brouté und Ariane Pirié zusammen.

## Filmografie (Auswahl)

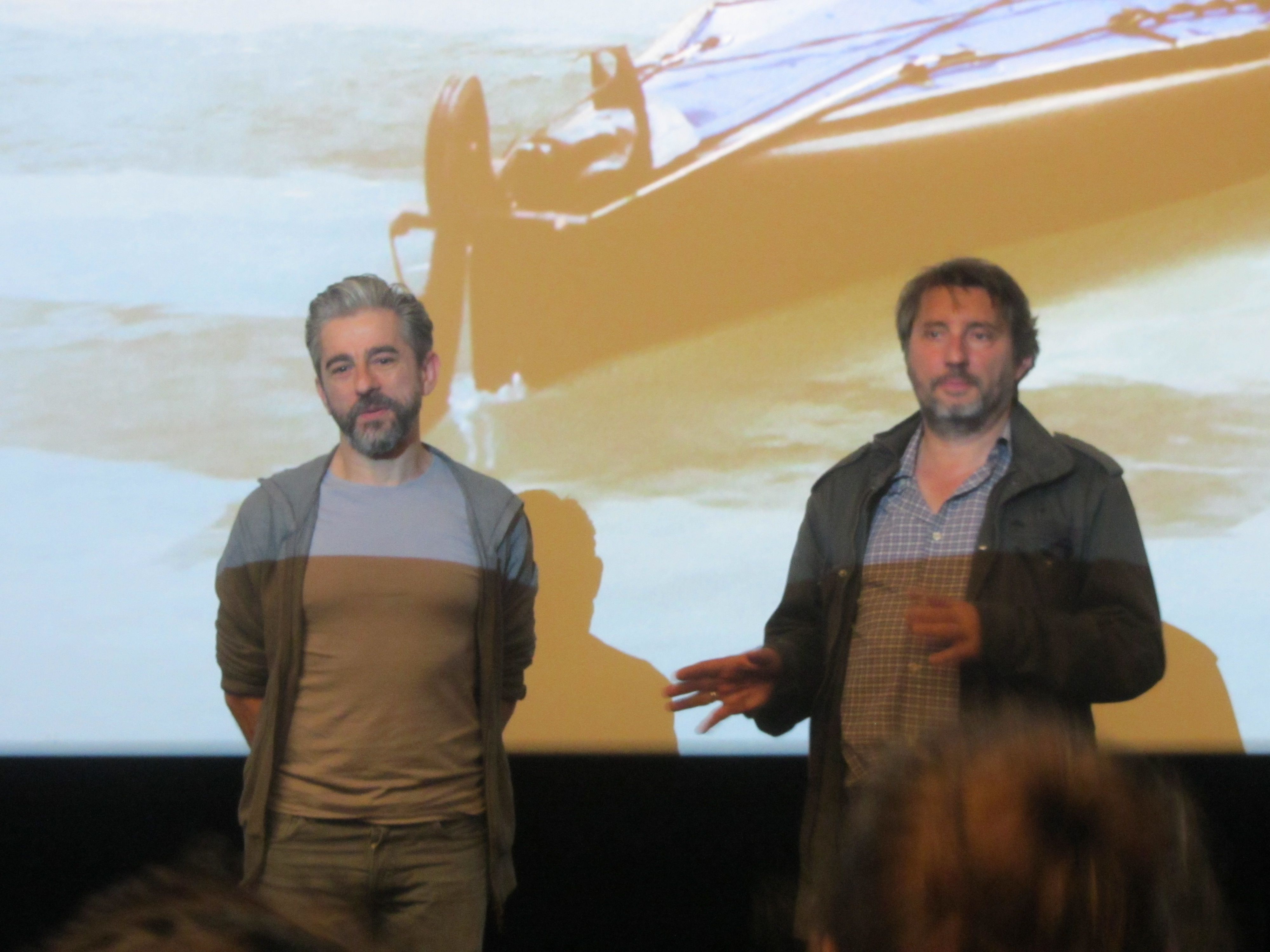
Jean-Noël Brouté und Podalydès (rechts) bei der Premiere von Nur Fliegen ist schöner in Paris (2015)

### Als Regisseur
- 1989: Le dernier mouvement de l’été (Kurzfilm)
- 1989: Vertiges (Kurzfilm)
- 1992: Eine Nacht in Versailles (Versailles Rive Gauche) (Kurzfilm)
- 1994: Voilà (Kurzfilm)
- 1998: Gott allein sieht mich (Dieu seul me voit (Versailles-Chantiers))
- 2001: Freizeitkapitäne (Liberté-Oléron)
- 2003: Das Geheimnis des gelben Zimmers (Le mystère de la chambre jaune)
- 2005: Das Parfüm der Dame in Schwarz (Le parfum de la dame en noir)
- 2006: Paris, je t’aime (Episode Montmartre)
- 2006: Que sont-ils devenus?
- 2007: Dix films pour en parler
- 2008: Auf der Parkbank (Bancs publics)
- 2012: Adieu Berthe (Adieu Berthe – L’enterrement de mémé)
- 2015: Nur Fliegen ist schöner (Comme un avion)
- 2018: Bécassine!
- 2020: Der doppelte Alfred (Les 2 Alfred)

### Als Darsteller
- 1989: Le dernier mouvement de l’été (Kurzfilm)
- 1989: Vertiges (Kurzfilm)
- 1998: Gott allein sieht mich (Dieu seul me voit (Versailles-Chantiers))
- 2001: Freizeitkapitäne (Liberté-Oléron)
- 2003: Das Geheimnis des gelben Zimmers (Le mystère de la chambre jaune)
- 2005: Das Parfüm der Dame in Schwarz (Le parfum de la dame en noir)
- 2006: Paris, je t’aime
- 2008: Auf der Parkbank (Bancs publics)
- 2011: J’aurais pu être une pute (Kurzfilm)
- 2011: L’élève Ducobu
- 2011: Mein liebster Alptraum (Mon pire cauchemar)
- 2012: Der Sohn eines anderen (Le fils de l’autre)
- 2012: Adieu Berthe (Adieu Berthe – L’enterrement de mémé)
- 2012: Der Tag der Krähen (Le jour des corneilles)
- 2013: La fille du 14 juillet
- 2013: Joséphine
- 2013: 100% cachemire
- 2015: Nur Fliegen ist schöner (Comme un avion)
- 2015: La belle saison – Eine Sommerliebe (La belle saison)
- 2015: Mademoiselle Hanna und die Kunst, Nein zu sagen  (Je suis à vous tout de suite)
- 2016: Monsieur Chocolat (Chocolat)
- 2017: Meine schöne innere Sonne (Un beau soleil intérieur)
- 2018: Bécassine!
- 2018: In sicheren Händen (Pupille)
- 2020: Der doppelte Alfred (Les 2 Alfred)
- 2023: Wow! (Wahou!)

## Bücher
- 1998: Dieu seul me voit, Gallimard (gleichnamiges Drehbuch)
- 2007: La boîte vocale d'Alex Buchard, Editions Seguier (Buch und Hörbuch)

## Auszeichnungen
- 1992: Festival du Court-Métrage de Clermont-Ferrand, Publikumspreis und lobende Erwähnung der Jury für Eine Nacht in Versailles
- 1993: César für den besten Kurzfilm für Eine Nacht in Versailles
- 1998: Internationales Filmfestival von Locarno, Nominierung für den Goldenen Leopard für Gott allein sieht mich
- 1998: Internationales Filmfestival Thessaloniki, Publikumspreis und Nominierung für den Goldenen Alexander für Gott allein sieht mich
- 1999: César für das beste Erstlingswerk für Gott allein sieht mich
- 2006: Internationales Filmfestival Shanghai, Preis der Presse für Das Parfüm der Dame in Schwarz
- 2013: César-Nominierung in der Kategorie Bestes Originaldrehbuch für Adieu Berthe
- 2015: Nominierung für den Louis-Delluc-Preis für Nur Fliegen ist schöner